# Костин, Яков Петрович
Я́ков Петро́вич Ко́стин (1785—1864) — российский общественный деятель, градоначальник Петрозаводска, купец.

## Биография
Родился в крестьянской семье.
Имел двухэтажный каменный дом в Петрозаводске, занимался торговлей продовольствием и судовым промыслом совместно с братом И. П. Костиным. Выполнял государственные подряды по доставке продукции Александровского завода в Санкт-Петербург.
В 1817—1820 годах служил ратманом в Петрозаводском городском магистрате.
В 1829—1832 годах — городской голова Петрозаводска.
С именем Я. П. Костина связано открытие в 1831 году в Петрозаводске общественного приходского училища — единственного в городе учебного заведения, содержавшегося на доходы городской казны.
Похоронен на Неглинском кладбище Петрозаводска.

## Семья
Первая жена — Евдокия Кузьминична, урождённая Алексеева, вторая жена — Евдокия Степановна (1800—1862), урождённая Кедринина. Дочери — Мария (род. 1814), вышла замуж в 1831 году за Олонецкого губернского прокурора П. Х. Лабутина, Александра (род. 1819), Елизавета (род. 1831).